# US tenniskampioenschap 1938
De 58e editie van het Amerikaanse grandslamtoernooi, het US tenniskampioenschap 1938, werd gehouden tussen 13 augustus en 24 september 1938. Voor de vrouwen was het de 52e editie. De dubbelspeltoernooien (mannen, vrouwen en gemengd) werden van 22 tot en met 28 augustus gespeeld op de Longwood Cricket Club in Brookline (Massachusetts). Het enkelspel ontrolde zich van 8 of 10 tot en met 24 september op de West Side Tennis Club in Forest Hills, een wijk in het stadsdeel Queens in New York. Het was het vierde grandslamtoernooi dat dat jaar werd gespeeld.
Don Budge won bij de mannen voor de derde keer alle drie de onderdelen, deze prestatie is tot en met 2024 niet ongeëvenaard. Budge won als eerste speler alle vier de grandslamtoernooien in één kalenderjaar.
Alice Marble won alle onderdelen bij de vrouwen.

## Belangrijkste uitslagen
Mannenenkelspel

Finale: Don Budge (VS) won van Gene Mako (VS) met 6-3, 6-8, 6-2, 6-1
Vrouwenenkelspel

Finale: Alice Marble (VS) won van Nancye Wynne (Australië) met 6-0, 6-3
Mannendubbelspel

Finale: Don Budge (VS) en Gene Mako (VS) wonnen van John Bromwich (Australië) en  Adrian Quist (Australië) met 6-3, 6-2, 6-1 
Vrouwendubbelspel

Finale: Sarah Palfrey-Fabian (VS) en Alice Marble (VS) wonnen van Rene Mathieu (Frankrijk) en Jadwiga Jędrzejowska (Polen) met 6-8, 6-4, 6-3 
Gemengd dubbelspel

Finale: Alice Marble (VS) en Don Budge (VS) wonnen van Thelma Coyne-Long (Australië) en John Bromwich (Australië) met 6-1, 6-2 
Een toernooi voor junioren werd voor het eerst in 1973 gespeeld.
1881 · 1882 · 1883 · 1884 · 1885 · 1886 · 1887 · 1888 · 1889 · 1890 · 1891 · 1892 · 1893 · 1894 · 1895 · 1896 · 1897 · 1898 · 1899 · 1900 · 1901 · 1902 · 1903 · 1904 · 1905 · 1906 · 1907 · 1908 · 1909 · 1910 · 1911 · 1912 · 1913 · 1914 · 1915 · 1916 · 1917 · 1918 · 1919 · 1920 · 1921 · 1922 · 1923 · 1924 · 1925 · 1926 · 1927 · 1928 · 1929 · 1930 · 1931 · 1932 · 1933 · 1934 · 1935 · 1936 · 1937 · 1938 · 1939 · 1940 · 1941 · 1942 · 1943 · 1944 · 1945 · 1946 · 1947 · 1948 · 1949 · 1950 · 1951 · 1952 · 1953 · 1954 · 1955 · 1956 · 1957 · 1958 · 1959 · 1960 · 1961 · 1962 · 1963 · 1964 · 1965 · 1966 · 1967
↓ open tijdperk ↓
1968 (m-v-md-vd-gd) ·
1969 (m-v-md-vd-gd) ·
1970 (m-v-md-vd-gd) ·
1971 (m-v-md-vd-gd) ·
1972 (m-v-md-vd-gd) ·
1973 (m-v-md-vd-gd) ·
1974 (m-v-md-vd-gd) ·
1975 (m-v-md-vd-gd) ·
1976 (m-v-md-vd-gd) ·
1977 (m-v-md-vd-gd) ·
1978 (m-v-md-vd-gd) ·
1979 (m-v-md-vd-gd) ·
1980 (m-v-md-vd-gd) ·
1981 (m-v-md-vd-gd) ·
1982 (m-v-md-vd-gd) ·
1983 (m-v-md-vd-gd) ·
1984 (m-v-md-vd-gd) ·
1985 (m-v-md-vd-gd) ·
1986 (m-v-md-vd-gd) ·
1987 (m-v-md-vd-gd) ·
1988 (m-v-md-vd-gd) ·
1989 (m-v-md-vd-gd) ·
1990 (m-v-md-vd-gd) ·
1991 (m-v-md-vd-gd) ·
1992 (m-v-md-vd-gd) ·
1993 (m-v-md-vd-gd) ·
1994 (m-v-md-vd-gd) ·
1995 (m-v-md-vd-gd) ·
1996 (m-v-md-vd-gd) ·
1997 (m-v-md-vd-gd) ·
1998 (m-v-md-vd-gd) ·
1999 (m-v-md-vd-gd) ·
2000 (m-v-md-vd-gd) ·
2001 (m-v-md-vd-gd) ·
2002 (m-v-md-vd-gd) ·
2003 (m-v-md-vd-gd) ·
2004 (m-v-md-vd-gd) ·
2005 (m-v-md-vd-gd) ·
2006 (m-v-md-vd-gd) ·
2007 (m-v-md-vd-gd) ·
2008 (m-v-md-vd-gd) ·
2009 (m-v-md-vd-gd) ·
2010 (m-v-md-vd-gd) ·
2011 (m-v-md-vd-gd) ·
2012 (m-v-md-vd-gd) ·
2013 (m-v-md-vd-gd) ·
2014 (m-v-md-vd-gd) ·
2015 (m-v-md-vd-gd) ·
2016 (m-v-md-vd-gd) ·
2017 (m-v-md-vd-gd) ·
2018 (m-v-md-vd-gd) ·
2019 (m-v-md-vd-gd) ·
2020 (m-v-md-vd) ·
2021 (m-v-md-vd-gd) ·
2022 (m-v-md-vd-gd) ·
2023 (m-v-md-vd-gd)  ·
2024 (m-v-md-vd-gd)
Lijst van US Openwinnaars